# Tōno
Tōno o Tohno (遠野市, Tōno-shi) è una cittadina giapponese situata nella prefettura di Iwate, nel nord-est dell'isola di Honshū.
Tōno ha ricevuto lo status di città il 1º dicembre 1954. Il 1º ottobre 2005 è stato unito alla città anche il villaggio di Miyamori, che in precedenza era una municipalità indipendente del distretto di Kamihei. In seguito all'unione, la città ha raggiunto una popolazione di 30 645 abitanti, ed una densità di 37,1 ab./km². L'area totale della città è di 825,62 km².

## Amministrazione

### Gemellaggi
Tōno è gemellata con:
- Salerno, dal 1984